# Cirsium
Cirsium este un gen de plante din familia Asteraceae, ordinul Asterales. Unele specii sunt larg răspândite, de exemplu Cirsium arvense cunoscută sub numele de „Pălămidă”, ale cărei semințe anemodispersibile sunt cunoscute sub porecla populară de „norocei”.

## Caractere morfologice
- Tulpina

- Frunza

- Florile

- Semințele